# Château d'Esquay-sur-Seulles
Le château d'Esquay-sur-Seulles est un édifice situé sur le territoire de la commune d'Esquay-sur-Seulles dans le département français du Calvados.

## Localisation
Le monument est situé dans le département français du Calvados, à Esquay-sur-Seulles.

## Historique
Le château date du XVIIe siècle. 
Le château est construit pour Pierre de Pierrepont, seigneur d'Esquay.
Le château est l'objet d'une inscription comme monument historique depuis le 2 juillet 1927.

## Architecture
Le château était considéré par Arcisse de Caumont comme « un des plus complets et des mieux conservés de ce style ».

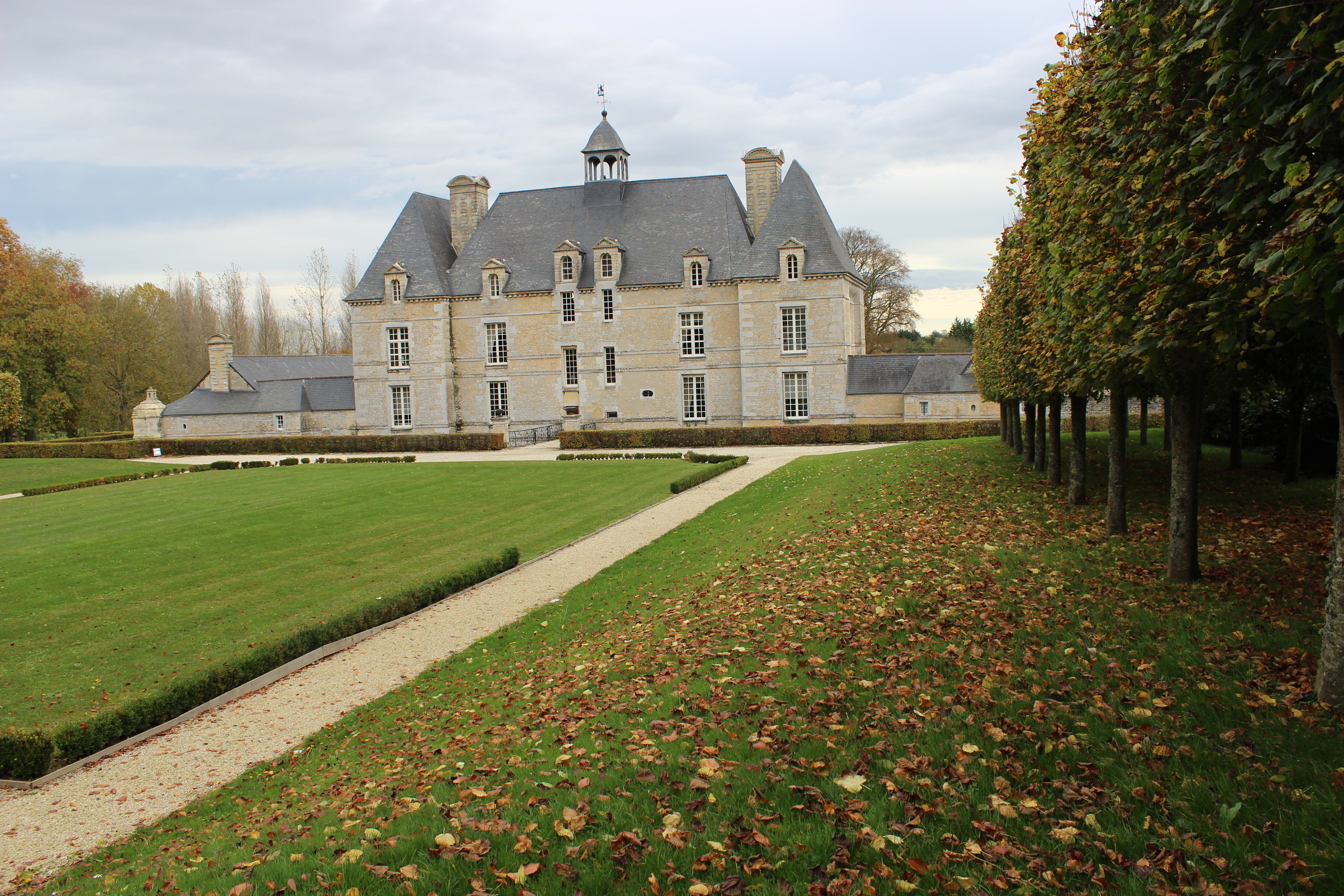
Façade ouest du château
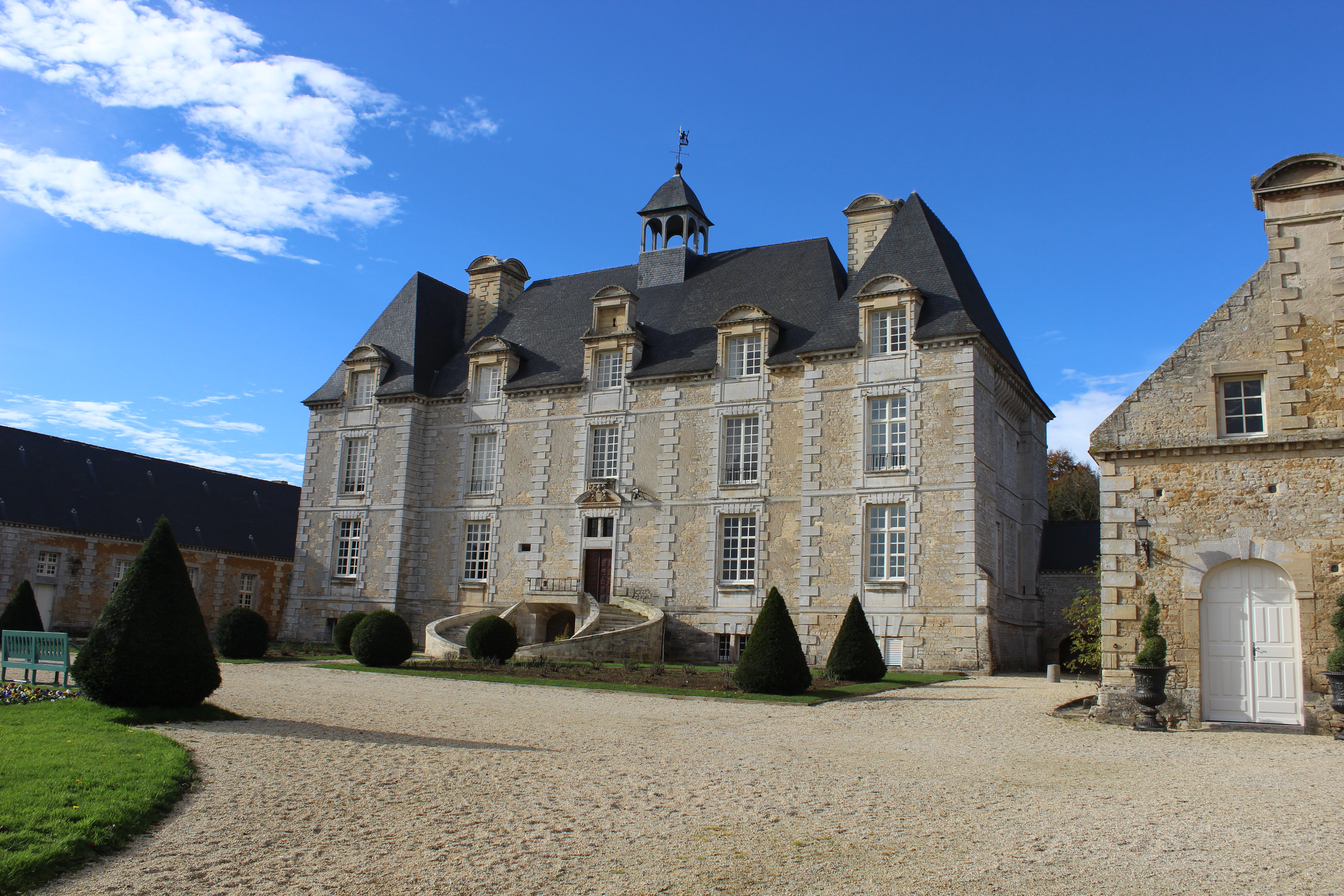
Façade est du château
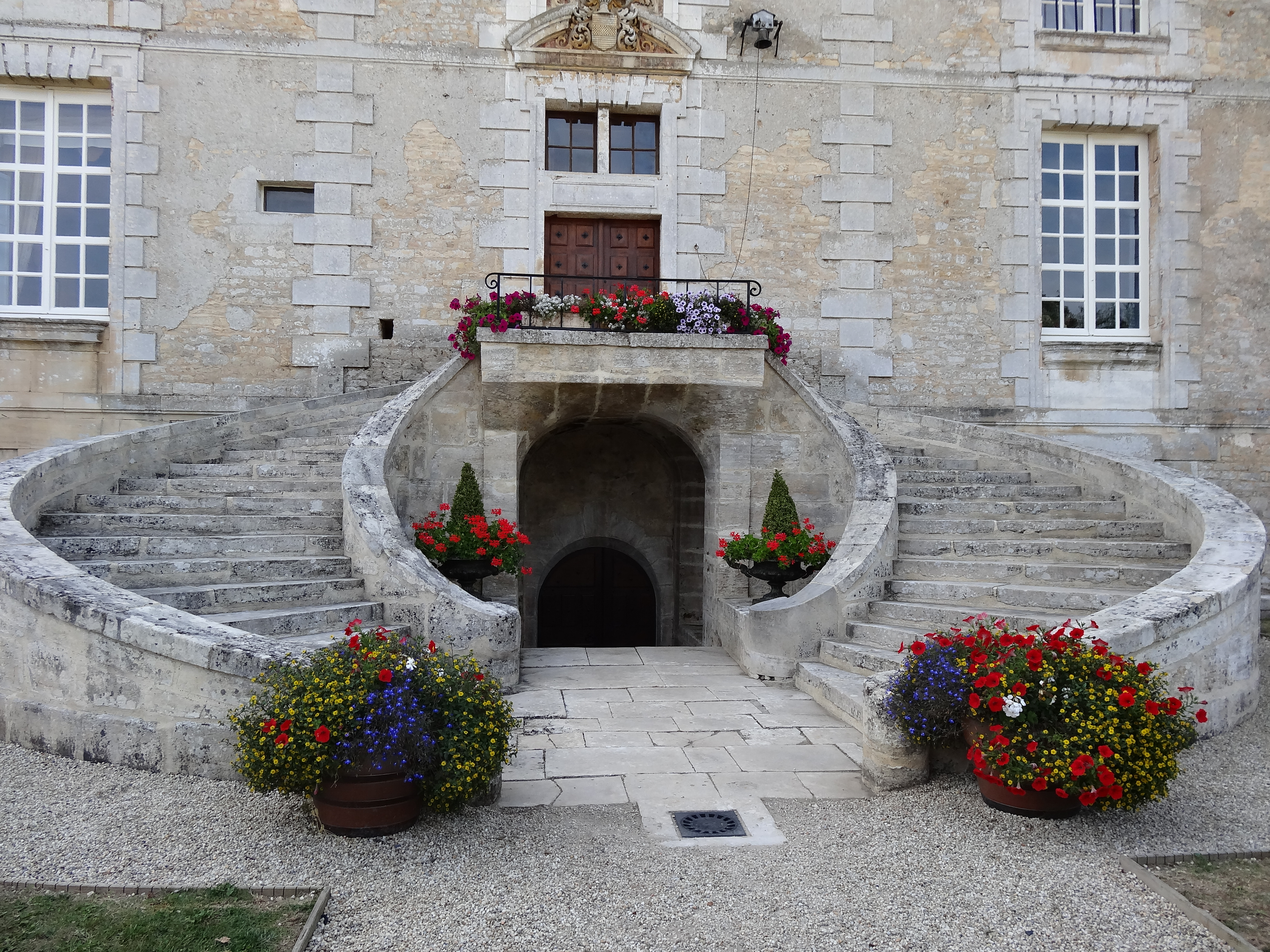
Escalier en fer à cheval de la façade est